# Prato Fiorito (Roma)
Prato Fiorito è una frazione di Roma Capitale (zona "O" 17), situata in zona Z. XIII Torre Angela, nel territorio del Municipio Roma VI (ex Municipio Roma VIII).

## Geografia fisica

### Territorio
Si trova all'angolo fra via Prenestina a nord e via Borghesiana a est, tra le frazioni di Colle Monfortani a ovest e Colle del Sole a est.
È attraversata dal fosso di Pratolungo.

## Monumenti e luoghi d'interesse

### Architetture religiose
- Chiesa di San Massimiliano Kolbe, su via Polizzi Generosa. Chiesa del XXI secolo (2007-09). 41.884809°N 12.66411°E

### Aree naturali
- Parco dell'Acqua e del Vino, compreso tra via Montelepre, via Polizzi Generosa e via Giardinello. 41.885114°N 12.664692°E

Nel parco sono presenti un vigneto, il fosso di Pratolungo e alcuni bacini idrici.

## Odonimia
I nomi delle vie sono quelli di alcuni comuni della Sicilia e della Puglia.